# Musilia
Musilia là một chi thực vật có hoa trong họ Cúc (Asteraceae).

## Loài
Chi Musilia gồm các loài: